# Panula sororcula
Panula sororcula är en fjärilsart som beskrevs av Max Wilhelm Karl Draudt och M.Gaede 1944. Panula sororcula ingår i släktet Panula och familjen nattflyn. Inga underarter finns listade i Catalogue of Life.